# الفن الصربي

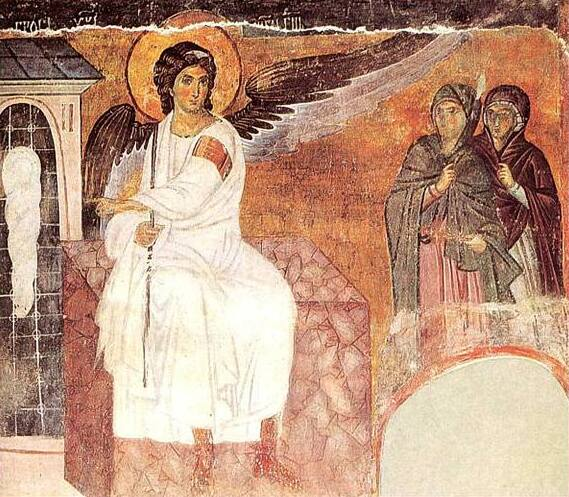
الملاك الأبيض من دير مليشيفا (1235م)

يشير الفن الصِّربي إلى الفنون المرئية للصربيين ودولتهم الأم صربيا. حُفِظَ تراث الفن البيزنطي من العصور الوسطى بفضل الهندسة المعمارية واللوحات الجداريّة والرموز في العديد من الأديرة الأرثوذكسية الصربية. وحديثًا، تأثرت الفنون المرئية الصربية بالفنون الغربية، وبلغت ذروتها في ملكية هابسبورغ (إمبراطورية هابسبورغ) في أواخر القرن الثامن عشر. حُدّدت بداية الفن الصربيّ الحديث في القرن التاسع عشر.

## ما قبل التاريخ
اكتُشِفت حاليًا أقدم حضارة أوروبيّة معروفة في صربيا، وهي ثقافة «ليبينسكي فير وفينكا». تعدُّ المواقع الأثرية ذات الأهمية الاستثنائية في صربيا متعددة وهي تتمتع بمستويات عالية جدًا من حماية الدولة بموجب قانون حماية التراث الثقافي.

## العصر الروماني
تتبع صربيا جغرافيًا الإمبراطورية الرومانية سواء كانت محكومة من روما أو من بيزنطة. إذ توجد الآثار الرومانية في جميع أنحاء شبه جزيرة البلقان.

## الفن الصربيّ في العصور الوسطى
لا نعرف إلّا القليل عن حياة الرّسامين والحِرفييّن ودراستهم في صربيا خلال العصور الوسطى. ولكن أُنشئَت ورش عمل للفنون والحِرف بعد قرون من الخبرة في رسم الجداريات والرسوم التوضيحية والأيقونات، وهناك تعلّم الأجيال الأصغر سنًا تقنيات الرسم من سادة الفن.
طُوِّر فن عمارة بناء الكنائس تحت رعاية الدولة الصربية في العصور الوسطى. وكان البناء الأكثرَ تميزًا في العمارة الصربية في تلك الفترة هو «دير ستودينيكا» الذي أسسه «ستيفان نيمانيا». عُرفَ هذا الدير أيضًا باحتوائه على أعمالٍ فنيةٍ كبيرةٍ، بما في ذلك الجداريات البيزنطية. أضافت اليونسكو هذا الدير إلى قائمتها لمواقع التراث الثقافي العالمي في عام 1986. وكان نموذجًا مثاليًا للأديرة الأخرى في ميليسيفا وسوبوكاني وفيزوكي ديتشاني.
أصبح تأثير الفن البيزنطي كبيرًا جدًا بعد الاستيلاء على القسطنطينية عام 1204 في الحملة الصليبية الرابعة عندما هرب العديد من الفنانين اليونانيين إلى صربيا. ويمكن رؤية تأثيرهم في كنائس ميليسيفا وفي اللوحات الجدارية في كنيسة الرسل المقدسة في مدينة بيش وفي دير سوبوكاني. وشكلت الأيقونات واللوحات الجدارية أيضًا جزءًا مهمًا من الفن الموجود في الكنائس.
تعتبر أيقونة العذراء المقدسة لِمؤلفها مكاريجي زوغراف، والعائد تاريخها إلى عام 1421، واحدة من آخر الإنجازات البارزة في مجال الرسم على الأيقونات، ومثالًا للأيقونة البيزنطية الخالدة. عمل زوغراف أيضًا على رسم الأيقونات في كنيسة ضمن دير بالقرب من بريليب، وفي العديد من الأديرة الصربية الأخرى خلال القرن الخامس عشر.
بُنيَ دير فيسوكي ديكاني بين عامي 1330 و 1350 على الطريقة الرُّومانية على عكس الأديرة الصربية الأخرى في تلك الفترة، صُمّم بإدارة الراهب فيتوس من كوتور. وتميّزت الجداريات فيه بوجود 1000 صورة تُمثّل جميع المواضيع الرئيسة للعهد الجديد. أدرجت اليونسكو دير ديكاني في قائمة التراث العالمي في عام 2004.
تعاقدت الدولة الصربية مع حوض مورافا في أواخر القرن الرابع عشر لبناء سلسلة أخرى من الكنائس. وأسّس الأمير ستيفان لازاريفيتش -وهو شاعر وراعٍ للفنون- الكنائس في رسافا في مورافا.
كانت المخطوطات ميزة أخرى هامة من ميزات فن العصور الوسطى الصربية. إذ تميز إنجيل ميروسلاف بالخط والرسوم التوضيحية وهو يُعتبر عملًا فنيًا وأدبيًا هامًا. عُرف الأمراء الصربيون في القرن الخامس عشر بدعمهم للمخطوطات التي توظف المدوِّنين (الكُتّاب) والفنانين لإنشاء المخطوطات إلى جانب الرموز والجداريات.
استُخدِم الفن الصربي في وقت لاحق من القرن التاسع عشر باعتباره مصدر إلهامٍ للمهندس المعماري الشهير أندريه دميانوف الذي بنى نحو 40 كنيسة ومبانيَ أخرى بين عامي 1835 و 1878، على طول نهر فاردار ومورافا والبوسنة.
يعود الشكر الكبير للعالم الميداني والأكاديمي غابرييل ميليت الذي كان أول من لفت انتباه الغرب إلى الفن الصربي في عام 1919، إلى جانب العالم الصربي الأمريكي ميهاغلو بوبين، الذي جمع فريقًا دوليًا من العلماء والشخصيات العامة لدعم الحفاظ على التراث المعماري أثناء الحرب وبعدها. دحض السير توماس غراهام جاكسون في عام 1918 فكرة أن الفن الصربي ليس أكثر من فرع للفن البيزنطي وأظهر أن الفن الصربي كان له طابع أصلي خاص به. إذ صُنع عدد كبير من الأيقونات الفنية في هذه الفترة.

### لوحات فريسكو
تُمثّل اللوحات الجدارية الأرثوذكسية ذروة الفن الصربي في العصور الوسطى. وقد بدأت بالظهور بالتزامن مع إنشاء الدولة الصربية وتطويرها في تلك الفترة، ولكن على عكس الدولة الصربية لم تتوقف عن الوجود خلال الاحتلال العثماني. وبينما شهدت الهندسة المعمارية الصربية تأثيراتٍ مختلطة من البيزنطيين وإيطاليا في العصور الوسطى، بقيت اللوحات الجدارية والرسوم الأيقونية موجودة في التقاليد البيزنطية الشرقية فقط.
رُسمت لوحات فريسكو تحت رعاية الحكام الصرب، باعتبارها شكلًا من أشكال الزخرفة الدينية. اتسمَ القرن الثالث والرابع عشر بعد التوسع السياسي والنمو العسكري، بالفترة التي زُيّن فيها أكبر عدد من المُقدّسات المبينّة حديثًا أو الموجودة سابقًا، على يد فنانين غير معروفين. بُني دير ستودينيكا في عام 1196 تحت رعاية ستيفان نيمانيا، وهو مؤسس سلالة نيمانيو.
إحدى الأعمال البارزة هي لوحة جدارية للملكة الصربية سيمونيدا، في دير غراتسانيكا، تقع اليوم في إقليم كوسوفو المُتنازع عليه. وُلدت الملكة باسم سيمونيس بالايولينا، وكانت ابنة الإمبراطور البيزنطي أندرونيكوس الثاني باليولوج الذي حكم من عام 1282 إلى عام 1328، والزوجة الرابعة للملك الصربي ستيفان ميلوتين (الذي حكم في الفترة من 1282 إلى عام 1321). رُسمت بقعتان مظلمتان في أماكن عيون الملكة بسبب الاعتقاد الشائع بأن الألبان قد اقتلعوا عينيها، واستُوحيت قصائد صربية شهيرة من جمال اللوحات الجدارية في تلك الفترة.

## القرنين السادس والسابع عشر
أثر للغزو العثماني لصربيا خلال القرن الخامس عشر سلبيًا على الفنون المرئية. وأصبح الصرب جزءًا من المجتمع المسيحي الأرثوذكسي، وكانوا يُعتبرون من الطبقة الدنيا. لم يندمج النبلاء الصربيون في نظام الدولة العثمانية وألغت الحكومة العثمانية الكنيسة. اعتُبرت فترة العصر الحديث الفترة الأقل إنتاجيةً من الناحية الفنية في الفن الصربي؛ نظرًا لأن النبلاء والكنائس هما المصدران الرئيسيان لرعاية المهندسين المعماريين والفنانين.
كان هناك بعض المساعي لإعادة الحركة الفنية بعد ترميم البطريركية الصربية في عام 1557. كان زوغراف لونجين (1530-1600) وجورجيج ميتروفانوفيتش الرسامين الرائدين في أواخر القرن السادس عشر وأوائل القرن السابع عشر. يعد عمل ميتروفانوفيتش في الكنيسة في دير مورايا أحد أفضل أعماله. من بين رسامي الأيقونات الذين عملوا في التقاليد البيزنطية في سلوفينيا:  نيكولا كليسور في منتصف القرن السابع عشر وأوستوجا مركوفيتش في أواخر القرن السابع عشر.

## الفترة الباروكية (القرن الثامن عشر)
بدأ الفن الصربي التقليدي في إظهار بعض التأثيرات الباروكية في نهاية القرن الثامن عشر كما هو واضح في أعمال فنانين مثل: نيكولا نيكوفيتش وتيودور كرايون وجاكوف أورفيلين. تعلّم الجيل الأول من الرسامين الباروك من الرسامين الروس مثل: فاسيليجي رومانوفيتش وجوف فاسيليفيتش، ثم تأثروا بالفنانين المُتدربين في أكاديمية كييف للرسم مثل: ديميتريجي باشيفيتش، فاسا أوستوجيتش، يواكيم ماركوفيتش، يوفان بوبوفيتش. عمل الفنان تيودور سيمونوف من مواليد موسكوبوليس في العاصمة الصربية الأرثوذكسية في كارلوفشي خلال العقد الثامن من القرن الثامن عشر. ورسم على جدران دير الكنيسة في ستولني بيوغراد، التي تُعرف اليوم باسم سيكشفهيرفار في المجر.